# ایولین هیو بارکر
ایولین هیو بارکر (انگلیسی: Evelyn Barker; ۲۲ مهٔ ۱۸۹۴ – ۲۳ نوامبر ۱۹۸۳) فرد نظامی اهل بریتانیا بود. وی همچنین برندهٔ جوایزی همچون صلیب نظامی شده‌است.